# Сайфуллаева, Нигина Хафизовна
Ниги́на Хафи́зовна Сайфулла́ева (род. 16 апреля 1985, Душанбе) — российский кинорежиссёр, сценарист и продюсер.

## Биография
Родилась в Душанбе. Высшее образование получала в Москве, в 2005 окончила факультет истории искусств Российского Государственного Гуманитарного Университета (РГГУ). В 2010 году окончила Высшие курсы сценаристов и режиссёров, также получила диплом Института проблем современного искусства.
Первую режиссёрскую работу Нигина Сайфуллаева сняла в 2009 году, это была короткометражка «Хочу с тобой», для этой ленты режиссёр самостоятельно написала сценарий. В 2011 сняла вторую короткометражку, «Шиповник». В 2012 году Нигина стала одним из режиссёров комедийного сериала «Деффчонки», который показывал канал ТНТ.
В 2017 году Нигина выступила одним из сценаристов фильма «Про любовь. Только для взрослых», сняв там одну из новелл; в том же году написала сценарий для драматического сериала «Детки» для ТВ-3.
В 2018 году работала над новым фильмом, психологической драмой «Звезд неверный свет». Фильм повествует о женщине тридцати лет, которая подозревает мужа в измене, но не может прямо об этом сказать и сама решается на предательство. Первоначально фильм должен был называться «Ревность», но за два года работы над сценарием рабочее название фильма перестало в полной мере соответствовать его содержанию. Фильм под названием «Верность» был показан на фестивале «Кинотавр» в 2019 году и получил диплом от жюри с формулировкой «за безграничную веру актёров в режиссёра».

## Личная жизнь
Замужем за режиссёром и сценаристом Михаилом Местецким. Живёт и работает в Москве.

## Дебют
Первой полнометражной работой режиссёра стала драма «Как меня зовут», снятая в 2014 году. В фильме снялись Константин Лавроненко, Александра Бортич, Марина Васильева, Анна Котова-Дерябина. На «Кинотавре», где состоялась премьера фильма, он был награждён специальным призом за «Легкое дыхание и художественную целостность». Картина также получила главный приз фестиваля «Балтийские дебюты». Фильм показали на фестивале в Сан-Себастьяне в конкурсе дебютантов «Новые режиссёры». Это был первый российский фильм в программе за последние 11 лет.
Картина повествует о двух старшеклассницах, которые приехали в Крым знакомиться с отцом одной из них, но в последний момент решили поменяться именами. Вот что об идее фильма говорит сама Нигина Сайфуллаева: «История фильма „Как меня зовут“ выросла из моих психологических переживаний. Я считаю, что отношения отца и дочери — это мощная тема, которая касается всех девчонок. Поэтому мне кажется это важным. Но не стоит переоценивать автобиографичность этого фильма — у меня с папой прекрасные, очень близкие отношения, но над этим пришлось поработать. И мне бы хотелось подтолкнуть к этому и других».

## Особенности стиля
- «Супермен»
- «Последнее танго в Париже»
- «Терминатор 2: Судный день»
- «Секретарша»
- «Незначительные подробности случайного эпизода»
- «Детки в порядке»
- «Манчестер у моря»
- «Последний киносеанс»
- «Жестокие игры»
- «Портрет в сумерках»

Ещё короткометражные фильмы Нигины Сайфуллаевой «Хочу с тобой» и «Шиповник» задали определённую стилистику кинематографа режиссёра. Оба фильма — это истории о взрослении. «Как меня зовут» продолжил и углубил эту тему. В своих фильмах режиссёр исследует внутренний женский мир, страхи и переживания.
Нигина Сайфуллаева о собственном творческом походе:
- «Про девчонок мне снимать проще, ну, то есть понятнее и интереснее. Мне про мужчину думать гораздо сложнее — я продираюсь сквозь дебри непонимания и анализа, а про девочек мне интуитивно все понятно»[5].
- «Я тяготею к частным реалистическим историям. Они могут осмыслять время, но, скорее, фокус там держится на внутреннем мире героев. Те сюжеты, которые далеки от жизни, далеки от настоящих людей, не могу смотреть, в том смысле, что не могу подключиться даже к сюжету. Не испытываю эмоций, а это принципиально»[7].

## Фильмография
| 2009 | «Хочу с тобой», короткометражный  | зелёная ✓ | зелёная ✓ | зелёная ✓ |
| 2011 | «Шиповник», короткометражный      | зелёная ✓ | зелёная ✓ |           |
| 2012 | «Деффчонки», телесериал           | зелёная ✓ |           |           |
| 2013 | «Любит не любит», телесериал      | зелёная ✓ |           |           |
| 2014 | «Как меня зовут»                  | зелёная ✓ | зелёная ✓ |           |
| 2017 | «Про любовь. Только для взрослых» | зелёная ✓ | зелёная ✓ |           |
| 2017 | «Детки», телесериал               | зелёная ✓ | зелёная ✓ |           |
| 2019 | «Верность»                        | зелёная ✓ | зелёная ✓ |           |

## Признание и награды
- 2014 — Специальный диплом жюри «За лёгкое дыхание и художественную целостность» на кинофестивале «Кинотавр» — фильм «Как меня зовут»
- 2019 — Специальный диплом жюри «За безграничную веру актёров в режиссёра» на кинофестивале «Кинотавр» — фильм «Верность»